# Acanthochondria solida
Acanthochondria solida är en kräftdjursart. Acanthochondria solida ingår i släktet Acanthochondria och familjen Chondracanthidae. Inga underarter finns listade i Catalogue of Life.